# ノース・センター
ノース・センター（North Center）は、イリノイ州シカゴのコミュニティ・エリアの1つでノース・サイドに位置している。

## 地形
シカゴの北部に位置しており、北にはリンカーン・センター、東にはレイクビュー、西にはアーヴィング・パークとアヴォンデイル、南にはローガン・スクェアと接している。
西から南の境界線にシカゴ川が流れる。

## 区域
- ノースセンター
- セント・ベンス
- ロスコー・ヴィリッジ

## 交通
シカゴ交通局（CTA）のブラウン線が通っており、アーヴィング・パーク駅、アディソン駅、デイメン駅、ポーリナ駅がある。

## 経済
WGN-TVはノース・センターに本拠地を置いている。